# Malini, Gabrovo
Malini (în bulgară Малини) este un sat în comuna Gabrovo, regiunea Gabrovo,  Bulgaria. 

## Demografie
Componența etnică a satului Malini
     Bulgari (96%)
     Nicio identificare (4%)
     Altele (0%)
La recensământul din 2011, populația satului Malini era de 25 locuitori. Din punct de vedere etnic, majoritatea locuitorilor (96%) erau bulgari. Pentru 4% din locuitori nu este cunoscută apartenența etnică.